# Kalekovets
Kalekovets (Bulgaars: Калековец) is een dorp in Bulgarije. Het dorp is gelegen in de gemeente Maritsa, oblast Plovdiv. Het dorp ligt hemelsbreed ongeveer 12 km ten noordoosten van Plovdiv en 132 km ten zuidoosten van de hoofdstad Sofia.

## Bevolking
Op 31 december 2020 woonden er 2.565 personen in het dorp Kalekovets. Dit is een lichte daling ten opzichte van het maximale aantal van 2.631 inwoners in 2011.
|  |

De grootste bevolkingsgroep vormden de etnische Bulgaren, maar er woont ook een grote gemeenschap van de Roma en kleinere aantallen etnische Turken.
| Etnische samenstelling van de respondenten (2011) | Etnische samenstelling van de respondenten (2011) | Etnische samenstelling van de respondenten (2011) | Etnische samenstelling van de respondenten (2011) | Etnische samenstelling van de respondenten (2011) |
| ------------------------------------------------- | ------------------------------------------------- | ------------------------------------------------- | ------------------------------------------------- | ------------------------------------------------- |
|                                                   |                                                   |                                                   |                                                   |                                                   |
| Bulgaren                                          | Bulgaren                                          |                                                   | 70,8%                                             | 70,8%                                             |
| Turken                                            | Turken                                            |                                                   | 2,2%                                              | 2,2%                                              |
| Roma                                              | Roma                                              |                                                   | 17,7%                                             | 17,7%                                             |
| Anders/Onbekend                                   | Anders/Onbekend                                   |                                                   | 9,3%                                              | 9,3%                                              |

Van de 2.631 inwoners in februari 2011 werden geteld, waren er 508 jonger dan 15 jaar oud (19,3%), gevolgd door 1.728 personen tussen de 15-64 jaar oud (65,7%) en 395 personen van 65 jaar of ouder (15%).